# Hrvatski malonogometni kup 1993./94.
Prvo izdanje malonogometnog kupa Hrvatske, igranog za sezonu 1993./94. je osvojila momčad Foto Ante Stojan iz Splita.

## Rezultati

### Četvrtzavršnica
Igrano 6. i 7. svibnja 1994.
| klub1                        | rez. | klub2                       |
| ---------------------------- | ---- | --------------------------- |
| Foto Ante Stojan Split       | 5:2  | Optika Centar Gvozdanović   |
| Voće - Dona                  | 5:4  | Jastreb (Jastrebarsko)      |
| Truman Elektroprijenos Split | 2:3  | Petrinjčica (Petrinja)      |
| Uspinjača Zagreb             | 3:8  | Glama Brijeg - Agram Zagreb |

### Poluzavršnica
Igrano 20. svibnja i 3. lipnja 1994.
| klub1                  | rez.     | klub2                       |
| ---------------------- | -------- | --------------------------- |
| Voće - Dona            | 3:4, 3:3 | Foto Ante Stojan Split      |
| Petrinjčica (Petrinja) | 5:3, 9:2 | Glama Brijeg - Agram Zagreb |

### Završnica
Igrano 10. i 17. lipnja 1994.
| klub1                  | rez.     | klub2                  |
| ---------------------- | -------- | ---------------------- |
| Foto Ante Stojan Split | 3:2, 4:2 | Petrinjčica (Petrinja) |

## Poveznice
- 1. HMNL 1993./94.